# Puncak Jaya
Puncak Jaya, ibland även Mount Carstensz eller Carstensz pyramid, är det högsta berget i Oceanien och i Indonesien med en höjd av 4 884 meter över havet. Den är den högsta toppen mellan Himalaya och Anderna och är det högsta berget på en ö i världen. Berget räknas som en av de sju topparna, enligt Reinhold Messners lista.
Puncak Jaya är en del av vad som ibland kallas Sudirmanbergen eller Dugundugoo, i de västra centrala högländerna av Papuaprovinsen i Indonesien. 

## Historik
Högländerna som omger berget var bebodda redan då de första europeiska upptäckarna anlände till Papua Nya Guinea. På Amungmefolkets språk var berget känt som Nemangkawi, men berget kom av européerna att kallas för "Carstensz Pyramid" efter den holländske utforskaren Jan Carstensz som var den förste som observerade bergets glaciärer en klar dag 1623. Observationen förblev obekräftad i över två århundraden och Carstensz sägs ha gjorts till åtlöje för vad han påstått sig sett i Europa då det ansågs omöjligt med snö vid ekvatorn.
Även om Puncak Jayas snöfält nåddes av den holländske upptäckaren Hendrikus Albertus Lorentz redan 1909, så bestegs inte berget förrän 1962, av en expedition ledd av den österrikiske bergsklättraren Heinrich Harrer.
När Indonesien tog kontrollen över Papuaprovinsen på 1960-talet döptes berget om till Puntjak Soekarno efter Indonesiens första president Sukarno. Senare ändrades namnet till Puncak Jaya.

## Bestigning
Puncak Jaya anses vara en svår topp rent klättertekniskt. Det är också en lång lerig vandring på 5 dagar från närmaste flygfält, dit man brukar ta taxiflyg. Det är svårt att få tag på helikopter vid skador. En del skadar sig när de halkar på hemvägen, ofta på lägre höjd där det är lerigt.

## Glaciärer
Än idag finns glaciärer kvar, men de drar sig snabbt tillbaka. De antas vara helt bortsmälta i mitten av 21:e århundradet.[källa behövs]

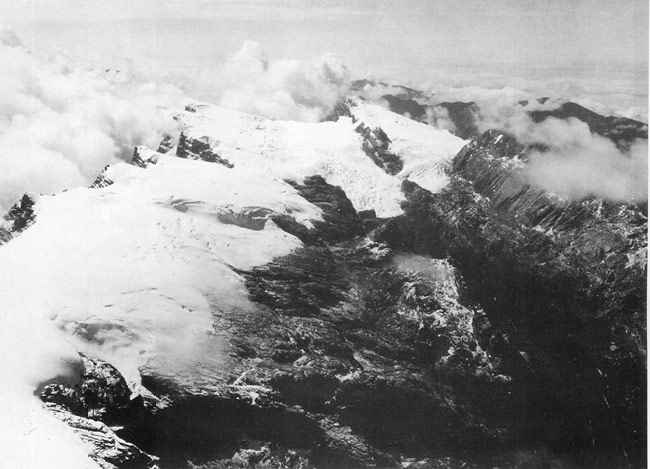
Glaciärerna som de såg ut 1936.
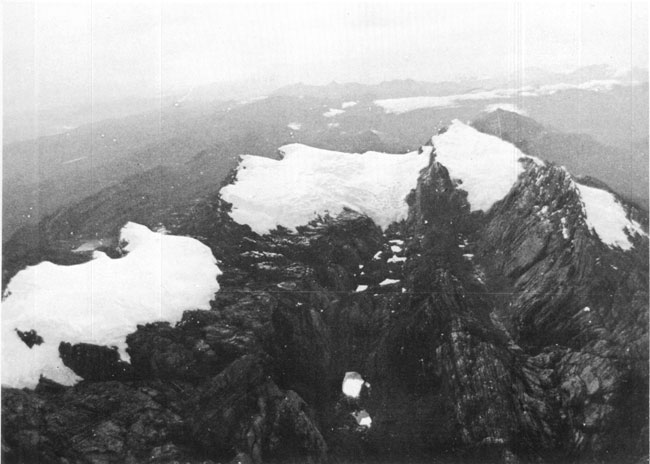
Samma glaciärer 1972.
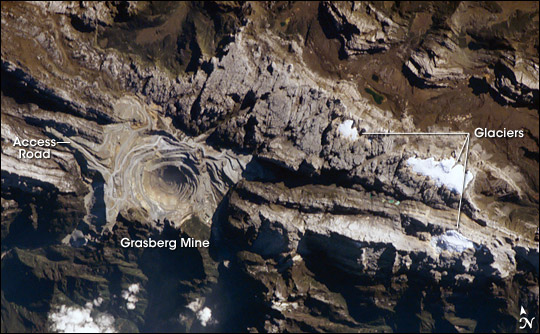
Satellitbild över Grasberg (t.v.) och Puncak Jaya (t.h.).

## Gruvbrytning
Strax väster om berget, längs med Sudirmanbergen, finns Grasbergs dagbrott. Det är världens största guldgruva och en av de största koppargruvorna. Gruvan har en privat vägförbindelse som används av gruvbolagets lastbilar och får inte användas av turister.

## Källhänvisningar
Den här artikeln är helt eller delvis baserad på material från engelskspråkiga Wikipedia, Puncak Jaya, tidigare version.
1. ↑  "The 10 biggest copper mines in the world". Mining-technology.com, 2013-11-05. Läst 10 oktober 2014. (engelska)